# 哈布冰原島峰
68°37′S 66°5′W / 68.617°S 66.083°W
哈布冰原島峰（英語：Hub Nunatak），是南極洲的冰原島峰，位於葛拉漢地的法利埃海岸，處於拉默斯冰川下游，在1940年由美國研究隊發現，現時由南極條約體系管理。